# (1111) Reinmuthia
(1111) Reinmuthia es el asteroide número 1111 situado en el cinturón principal. Fue descubierto por el astrónomo Karl Wilhelm Reinmuth desde el observatorio de Heidelberg, el 11 de febrero de 1927. Su designación alternativa es 1927 CO. Está nombrado en honor del descubridor.